# Dina Meyer
Dina Meyer (født 22. december 1968) er en amerikansk tv- og filmskuespiller, som blandt andet har spillet Dizzy Flores i Starship Troopers og Allison Kerry i Saw-serien.

## Udvalgt filmografi
- Johnny Mnemonic (1995) – Jane
- Dragonheart (1996) – Kara
- Starship Troopers (1997) – Dizzy Flores
- Saw (2004) – Allison Kerry
- Saw II (2005) – Allison Kerry
- Saw III (2006) – Allison Kerry
- Saw IV (2007) – Allison Kerry

### Tv-serier
- Birds of Prey (14 afsnit, 2002–2003) – Barbara Gordon